# Николай Лилиев
Николай Лилиев (истинско име Николай Михайлов Попиванов) е виден български поет символист и драматург.

## Биография
Роден е в семейство на потомствени учители и свещеници. Основно образование получава в родния си град Стара Загора, семейството живее на улица "Парчевич". Рано остава сирак. Майка му, Кера Михайлова, по съвет на богат съгражданин, решава да изпрати сина си в Свищовската гимназия. Николай не искал, но нямал избор, смятало се, че така ще му се осигури професия и добро бъдеще. Макар и отслабнал след скорошно боледуване от тиф, през 1899 г. той се отделя от семейството и започва да учи в Свищов. Завършва гимназията там през 1903 г. По време на обучението си в Свищов има за съученици Михаил Рязков, Генчо Стайнов (брат на проф. Петко Стайнов), д-р Георги Петков – те ще станат видни стопански и финансови деятели, а в тяхната среда младият Николай силно контрастирал със своите интереси, вече насочени към литературата и поезията. 
През 1900 г. Николай губи своята майка Кера, починала от тревогите на вдовството и грижите за децата. Младият Лилиев остава под опеката на своята сестра и нейния съпруг, Минчо Чакъров, който за щастие се отличавал с голяма начетеност, свободолюбив дух и за дълги години се превръща в опора на Николай.
Литературните му интереси се проявяват още през ученическите години, но тласък за поетическа изява му дава срещата с Димитър Подвързачов към края на 1903 година. По това време Лилиев е чиновник в старозагорската земеделска банка и е отпечатал само две пародии в сп. „Българан“, подписани с инициали.
През 1905 – 1906 г. следва три семестъра литература в Лозана, откъдето изпраща стихове в списанията „Ново общество“ и „Демократически преглед“. Поради липса на средства се завръща в България. Живее в една квартира с Хр. Досев и е близък до неговите толстоистки търсения. През 1907 г. е чиновник в Долна баня, където се запознава със С. Ничев – основал толстоистка комуна там; запознава се и с Димчо Дебелянов, среща се за пръв път с Владимир Василев и Боян Пенев, с които е свързана творческата му съдба. През 1908–09 г. е учител в III мъжка гимназия в София. Заедно с Димчо Дебелянов се радва на покровителството на Димитър Подвързачов и на приятелството на млади поети, журналисти и художници от неговия артистичен кръг. Същата година в сп. „Съвременник“, № 2, под стихотворението „An die Natur“ („Към природата“) за пръв път се подписва с псевдонима Николай Лилиев, измислен от редактора на списанието Г. Бакалов.
През есента на 1909 г. Лилиев спечелва конкурс и заминава за Париж, където учи търговски науки със стипендия на Министерството на търговията. От Париж изпраща стихотворения, които Подвързачов и Дебелянов публикуват в списанията „Съвременник“, „Оса“, „Смях“, „Наш живот“, „Демократически преглед“, „Съвременна мисъл“ и др. В хумористичните издания се подписва с псевдонимите Одуванчик, Анонимус, Лилипут. Кореспонденцията на тримата поети е ценен документ за епохата и за равнището на епистоларната култура.
През 1910 г. Лилиев е представен с 14 стихотворения в първата „Антология на българската поезия. От Вазова насам“, съставена от Д. Подвързачов и Д. Дебелянов. След завръщането си от Париж (лятото на 1912 г.) е учител в търговската гимназия в Пловдив (1912–13) и в Свищов (1913–15).
По време на Балканската война е граждански мобилизиран в Стара Загора. През 1914 г. участва със стихове, преводи и критика във всяка от петте книжки на редактираното от Д. Подвързачов сп. „Звено“. През Първата световна война е редник и кореспондент. След войната работи в Дирекцията за стопански грижи и обществена предвидливост, в издателството на Александър Паскалев, в Дирекцията по печата във Външното министерство, в различни редакции. Първата му книга „Птици в нощта“ излиза в две издания. От началото на 1920 г. Владимир Василев започва да издава сп. „Златорог“ и привлича Лилиев за съредактор и постоянен сътрудник.
През 1921 г. Лилиев заминава (заедно с проф. Н. Михов) за Виена и до септември 1924 г. работи последователно в големите библиотеки на Виена и Мюнхен върху подготовката на историческа библиография за българския стопански живот през вековете. В тези години стриктно изпълнява ангажиментите си към сп. „Златорог“, като осигурява голяма част от чуждестранната кореспонденция на списанието. През 1922 г. излиза книгата му „Лунни петна“ (наградена от Министерството на просвещението).
От есента на 1924 до 1928 г. и от 1934 г. е драматург на Народния театър в София.
След поемата си „Родина“ (1925) в продължение на 6 години Лилиев не публикува нови стихове. Тази пауза е белязана с две важни събития в творческата му биография. В края на 1931 г. се появява антологичната му книга „Стихотворения“, а през март 1934 г. в „Златорог“ излиза цикълът „При морето“ – последните стихове, които поетът отпечатва приживе. Те са свързани с пребиваването му във Варна, където е преподавател по френски език (1932 – 1934) в Търговската академия. Цикълът предизвиква широк отзвук. Възприема се като поетическо възкресение и обновление, като нова стилистична ориентация на поета.
Като драматург в Народния театър в София (1934 – 1960) Лилиев оставя трайни следи в българската театрална култура. Възражда и следва най-добрите традиции на театъра, положени от Пенчо П. Славейков и Пейо Яворов. Присъствието му се оказва особено стимулиращо за развитието на българската драматургия. Привлича за каузата на театъра най-добрите български писатели и преводачи. Превежда за нуждите на репертоара огромна част от европейската класическа и съвременна драма: Уилям Шекспир („Сън в лятна нощ“, „Ромео и Жулиета“, „Крал Лир“), Пиер Корней („Сид“), Морис Метерлинк („Чудото на Св. Антоний“), Хуго фон Хофманстал („Електра“), Виктор Юго („Ернани“), Алексей Толстой („Цар Феодор“), Хенрик Ибсен („Малкият Ейолф“) и др. Името на поета е свързано с разцвета на българския театър през 30-те и 40-те г.
Лилиев е избран е за академик (1945) и след това участва активно в изданията на Института за литература при БАН.

## Творчество
От началото на века до войните Лилиев е един от най-талантливите поети на България. След появата на първите му книги неговата поезия се оказва в центъра на критичните полемики. Тя се свързва с върха и залеза на българския символизъм.
| „ | „Николай Лилиев е може би най-чистият, най-завършеният български лирик, ако имаме предвид красотата на задушевното звучене и голямата изисканост на стихотворната техника. Докато го чета и препрочитам, аз непрекъснато си повтарям, че за него е говорено и писано много по-малко, отколкото той заслужава като поет, като образец на европейско мислене, но и на национална самобитност на езика, като един от забележителните строители на българския театър, като цялостно присъствие в нашия духовен живот. (...) Лилиев се прекланя пред сложността на човешката душа. Но и се стреми да я разбере, като потъва в не малко от нейните дълбочини, в нейните тайни. Поетът често чува нечувани гласове. Пътува извън границите на очевидното. Прекрачва доста прагове пред неизвестното от вътрешния живот на индивидуалността.“ (Из книгата на Юлиан Вучков „Върхове в историята на българската литература“) | “ |

Поезията на Лилиев е преведена на множество европейски езици, името му неизменно присъства в европейските литературни речници и енциклопедии.

## Памет
На Николай Лилиев е наречена улица в квартал „Лозенец“ в София (Карта).

## Съчинения
- Птици в нощта, 1918 (1919)
- Лунни петна, 1922
- Стихотворения, 1931
- Стихотворения, с предговор от Г. Константинов, 1960
- Събрани съчинения, в 3 т. 1964
- Стихотворения, подбор и предговор от Г. Константинов, 1968
- Стихотворения, 1974
- Поезия, с предговор от Никола Фурнаджиев, съставители и редактори Е. Константинова, Н. Александрова, 1985